# Чимінігагуа
Чимінігагуа — бог-творець в міфології чибча-муїска, номінальний очільник пантеону богів. Спочатку мав неабияке значення, згодом поступився культам Суа-Сонця і Чіа-Місяця.

## Міфи
Є вищою силою, надбожеством. За міфами на початку часів, коли була темрява і не було світу, світло був містилось у чомусь величезному, що називалося Чимінігагуа. Поступово Чимінігагуа став випромінювати світло і творити світ. Першими він створив великих чорних птахів і послав їх рознести по світу світло в дзьобах. У освітленому світі Чимінігагуа створив людей, тварин, рослини, сонце і місяць.
Згодом він спрямував Бочіку задля навчання людей різним навичкам та вмінням, а також шануванню богів. Для допомоги Бочікі він відправив Ручіку, своєрідного вищого духа, частину Чимінігагуа.
За деякими міфами саме Чимінігагуа покарав Уаітаку, перетворивши її на місяць, а потім вдруге відправив Бочіку для допомоги людям від розлюченого Чибчакума.

## Культ
Як такого культу Чимінігагуа у муїсків не було. Його шанували через героя-бога посланця Чимінігагуа — Бочіку. На думку дослідників він був спочатку основним у муїсків, але поклоніння Сонцю, з яким до того ж злився культу Бочіки, відтіснило Чимінігагуа на задній план. До того ж більшості муїсків було не зрозуміло з ким або чим асоціювати це божество.